# Mike Reddick
Michael Reddick, detto Mike (Stetson, 14 febbraio 1963), è un ex cestista statunitense, professionista in Italia e in Turchia.

## Carriera
Venne selezionato dai Milwaukee Bucks al sesto giro del Draft NBA 1984 (136ª scelta assoluta), ma non giocò mai nella NBA.

## Palmarès
- Campionato olandese: 2

EBBC Den Bosch: 1986-87, 1987-88
- Campionato turco: 1

Ülkerspor: 1994-95